# 花巻歴史民俗資料館
花巻歴史民俗資料館（はなまきれきしみんぞくしりょうかん）は岩手県花巻市にあった資料館。1973年5月15日に開館した。2013年5月、「高村光太郎記念館」としてリニューアルされた。

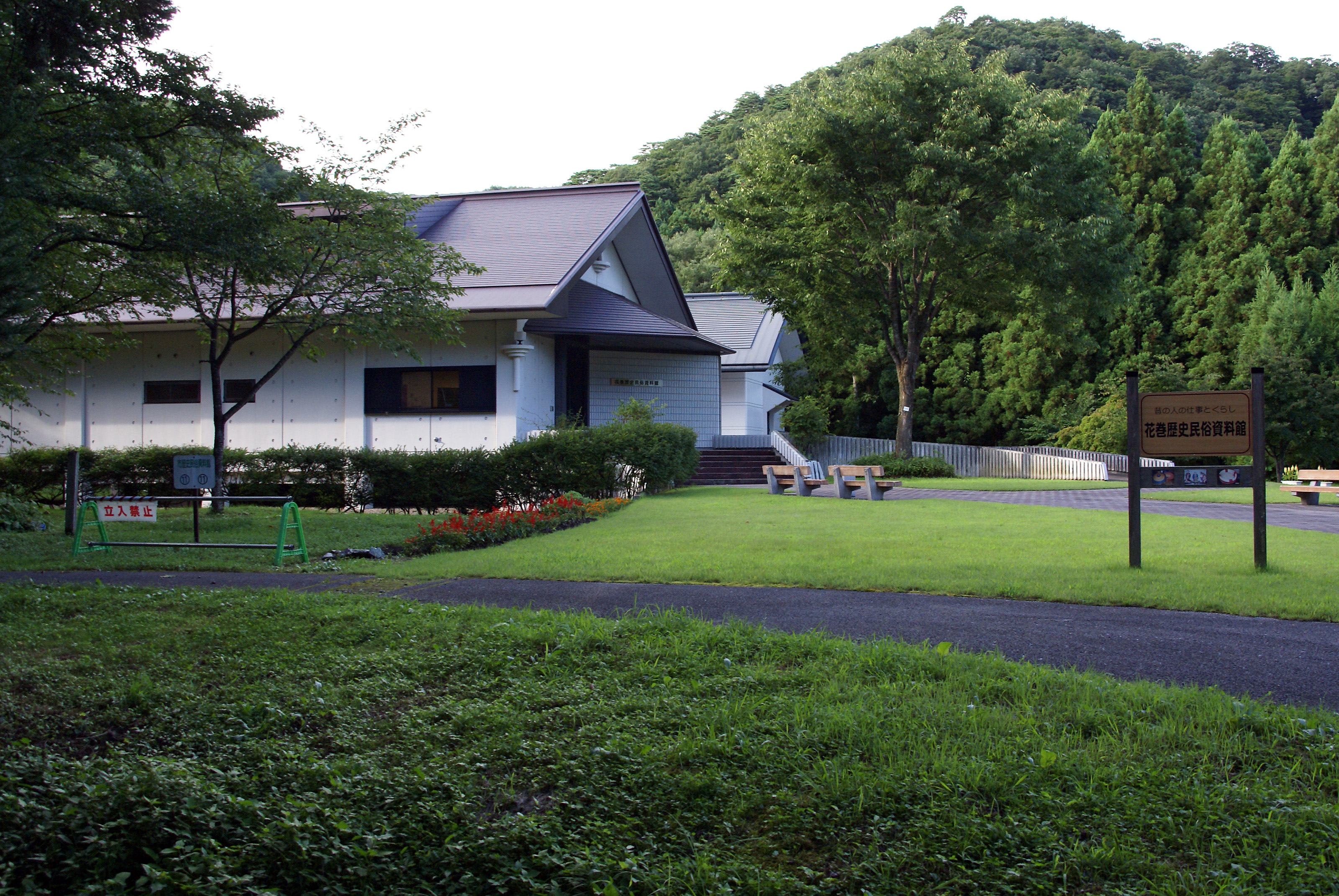
旧・花巻歴史民俗資料館

## 概要
花巻に関する江戸時代から戦前までの民俗資料を所蔵・公開する施設。
展示室は 「昔の人の仕事とくらし」をテーマとし、「花巻人形・子守」、「農村山村の仕事と暮らし」、「職人の仕事」、「旧山口民俗資料館の資料」の4つのゾーンに分けられていた。

## かつての主な展示品
- 工芸品 - 花巻人形400体、こけし
- 農山村生活民具 - 稲作農機具、木鋸、臼
- 町生活民具 - 鍛冶丁焼
- 旧山口民俗資料館の資料

## 施設

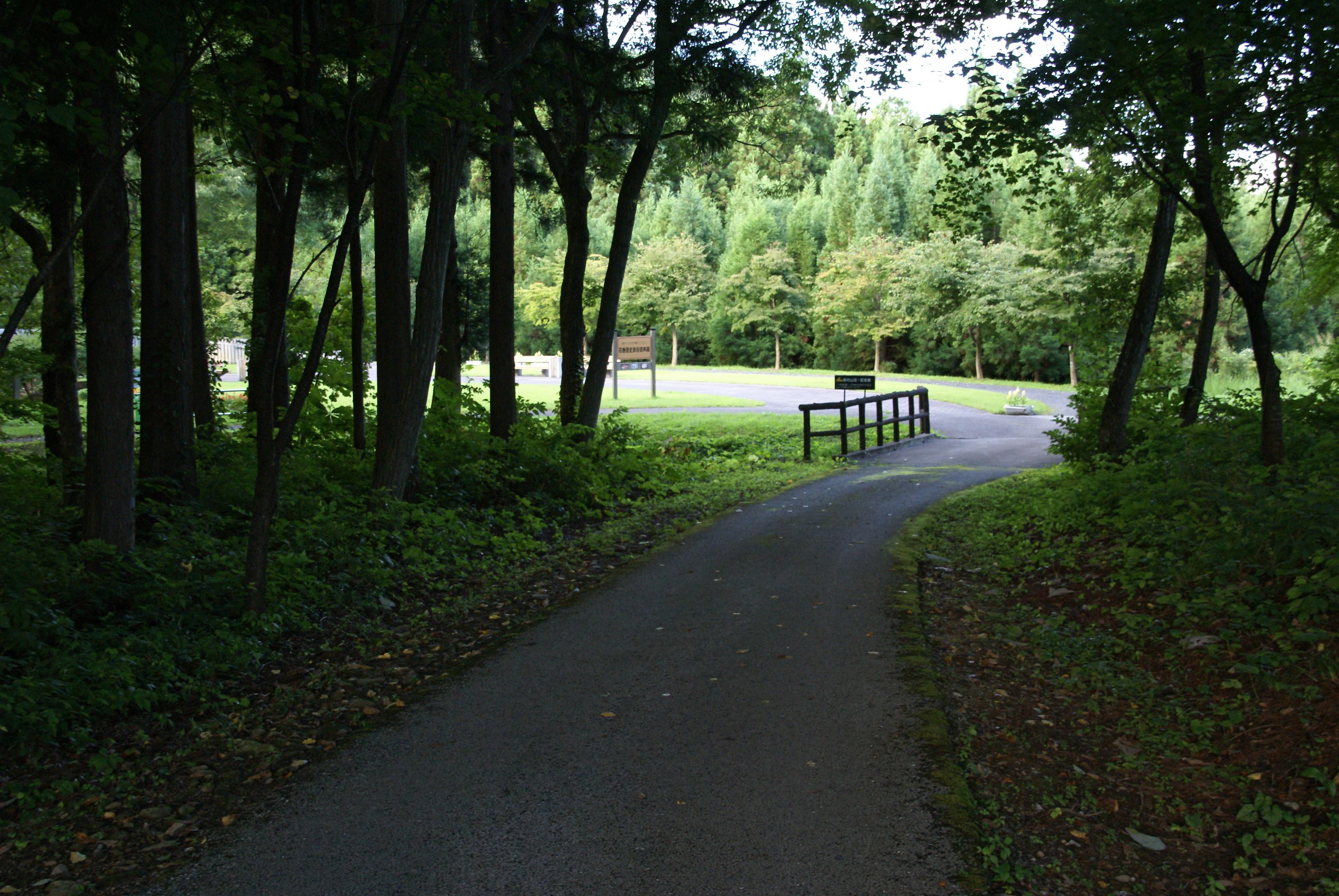
館に向かう道

- 展示室
- 収蔵室2
- 特別収蔵室
- 燻蒸室
- ホール
- 管理室
- 収蔵庫

## 建築概要
- 竣工 - 資料館：1973年、収蔵庫：1997年
- 構造 - RC造、平屋建
- 敷地面積 - 7,902m2
- 延床面積 - 636.5m2
- 所在地 - 〒025-0037 岩手県花巻市太田3-85-1

## 交通アクセス
- 花巻駅からタクシー（路線バスは廃止された）

## 周辺情報
- 高村山荘
- 高村記念館
- 花巻温泉